# Biblioteca de la Universidad Autónoma de Madrid
La Biblioteca de la Universidad Autónoma de Madrid (UAM) trabaja para apoyar el desarrollo de la investigación, la docencia y el estudio, proporcionando el acceso a los recursos de información necesarios, propios de la Universidad o ajenos a ella. Los diferentes puntos de servicio atienden a toda la comunidad universitaria y se ofrecen en ocho bibliotecas de facultad o escuela. Además hay centros de documentación especializados.

## Historia
La Biblioteca de la UAM nació con la propia Universidad en el año 1968, encomendándose su puesta en marcha al bibliotecario y bibliófilo Vicente Llorca Zaragoza que sería su director hasta 1982.
Desde el principio se concibió como un servicio estratégico de la Universidad y, con la inauguración del Campus de Cantoblanco, se le dedicó un espacio central y de referencia. El modelo de biblioteca única centralizada comenzó a evolucionar rápidamente, por las propias necesidades de la institución, hacia las bibliotecas de centro.
La biblioteca pertenece al Consorcio Madroño de Bibliotecas Universitarias de Madrid, lo que le permite acceder a los recursos de información que se adquieren en consorcio con estas bibliotecas, así como a los servicios que se articulan de forma cooperativa (Universidad de Alcalá de Henares, Universidad Carlos III de Madrid, Universidad Nacional de Educación a Distancia, Universidad Politécnica de Madrid y Universidad Rey Juan Carlos). También es miembro de REBIUN (Red de Bibliotecas Universitarias Españolas) y de otras asociaciones profesionales como la Sedic.
En el año 2004, tras la elaboración de su Informe de Evaluación, obtuvo el Certificado de Calidad de la ANECA. El 2 de febrero de 2007 se aprobó en Consejo de Gobierno de la UAM el Plan Estratégico del Servicio de Bibliotecas y Archivo (2006-2008), que surgió con el objetivo de anticiparse a los nuevos retos en la adaptación de la Universidad y sus servicios al Espacio Europeo de Educación Superior.
A lo largo de su historia, se han sucedido los siguientes directores de la Biblioteca:
- 1968-1982, Vicente Llorca Zaragoza
- 1982-1983, Josefina Aljaro
- 1984-1989, Pilar Alcalá Cortijo
- 1990-1995, María Sintes Olivar
- 1998-2004, Miguel Jiménez Aleixandre
- 2004-, Santiago Fernández Conti

## Biblioteca y calidad
La gestión de calidad en las bibliotecas implica un proceso de compromiso para la mejora continua desde una perspectiva integrada de los conceptos de calidad. Define la política de la biblioteca, los objetivos, las evaluaciones, a priori y a posteriori, de los datos recogidos para desembocar en acciones correctivas y preventivas adecuadas. Este proceso de revisión constante es el que consigue la calidad en la biblioteca. 
La Biblioteca de la UAM comenzó en el año 2002 su andadura hacia la gestión de la calidad como muchas otras bibliotecas universitarias. El Certificado de Calidad de la Agencia Nacional de Evaluación y Acreditación (ANECA) obtenido en 2004 constituyó un primer reconocimiento a la calidad de los servicios prestados por la Biblioteca; además permitió la obtención de ayudas económicas para la mejora de la calidad del servicio a los usuarios. Continuando esta línea, en febrero de 2007 se aprobó el Plan Estratégico del Servicio de Bibliotecas y Archivo (2006-2008). Desde el año 2009, la biblioteca escogió como sistema de evaluación de sus servicios el modelo EFQM. Como consecuencia de los análisis realizados en este contexto, desde finales de 2009 se empezó a trabajar sobre dos aspectos fundamentales: la gestión por procesos y un sistema formalizado de encuestas a usuarios.
En noviembre de 2009 se formó un Comité para la Implantación de la Gestión por Procesos que ha definido los conceptos básicos de Misión, visión y valores de la Biblioteca. También puso en marcha una encuesta para conocer el grado de satisfacción de sus usuarios; encuestas similares ya se habían realizado los años 2001 y 2003. De igual forma, se desarrolló una encuesta de clima laboral, dirigida al personal bibliotecario.

## Estructura
Actualmente la biblioteca se estructura en torno a diferentes puntos de servicio: ocho bibliotecas de facultad o escuela y distintos centros de documentación especializados. Una unidad central se encarga de la coordinación y normalización de procesos y servicios de los centros.
En cifras totales (2016), la Biblioteca dispone de cerca de un millón (991.800) de ejemplares de monografías en papel, más de 185.000 títulos de monografías electrónicas, 10.500 títulos de revistas en papel y más de 53.000 títulos de revistas electrónicas suscritas, 93 bases de datos a texto completo (revistas y libros) y 62 referenciales así como 28.400 mapas y planos. El Repositorio Institucional Biblos-e Archivo contiene más de 30.000 objetos electrónicos. El parque informático está compuesto por cerca de 600 terminales (OPAC's y portátiles) de uso público, ofrece 5.000 puestos de lectura y cuenta con una sala de estudio abierta las 24 horas del día en periodos de exámenes. Sus servicios son atendidos por 160 personas. 

### Bibliotecas de facultad o escuela

#### Biblioteca de Ciencias[7]
La Biblioteca de Ciencias «Fernando González Bernáldez» es un edificio de nueva creación y exento de la Facultad de Ciencias inaugurado en 2002. Su nombre fue puesto en honor al ecólogo español Fernando González Bernáldez, catedrático del departamento de Ecología de la UAM. Con las nuevas instalaciones se unificaron los fondos de la Biblioteca de Ciencias y Biología. Anteriormente estaba ubicada en la Facultad de Ciencias desde su inauguración como biblioteca de centro en 1983.
Las áreas de conocimiento que abarca son: química, matemáticas, ciencias ambientales, bioquímica, ciencia y tecnología de alimentos, biología, físicas, ingeniería química y nutrición humana y dietética. También atiende la colección bibliográfica del Departamento de Matemáticas, en la Facultad de Ciencias.
En la planta segunda de la Biblioteca se encuentra ubicado el Centro de Documentación de Espacios Naturales. Ha recibido importantes donaciones, entre otras, las del dr. Eugenio Morales Agacino y la colección particular del dr. Barros.
En esta Biblioteca está localizada una sala de estudio, Sala de ampliación horaria.

#### Biblioteca de Derecho[9]
El edificio en el que se aloja, ubicado en la Facultad de Derecho, se construyó en 1994, año en el que las 16 colecciones procedentes de cada una de las áreas de conocimiento se integraron en una biblioteca central. Aunque desde el año 1991 se inició la centralización y automatización de sus fondos bibliográficos, es a partir de constituirse como biblioteca de centro cuando se puede hablar de una nueva etapa en la que el servicio cambia de orientación. 
Sus instalaciones ocupan una superficie de 3.000 metros cuadrados, con 4 salas de lectura y una capacidad de 600 puestos de lectura.
Su colección la conforman más de 208.000 libros, tanto del ámbito jurídico como de la Ciencia Política. En cuanto a las revistas, cuenta actualmente con más de 600 títulos en suscripción, un total de casi 2600 títulos en papel, y acceso a más de 5800 revistas electrónicas de interés jurídico y para las ciencias sociales,  así como un total de 120 bases de datos. Además la biblioteca posee un valioso patrimonio bibliográfico que conforman más de 2100 títulos de fondo antiguo.
Diversas donaciones han contribuido a enriquecer sus fondos bibliográficos, entre ellas destacan las de: D. Federico de Castro y Bravo,  D. Francisco Tomás y Valiente, D. Emilio Gómez Orbaneja, D. Antonio Rodríguez Sastre, D. Aníbal Sánchez Andrés, D. Joaquín Ruiz-Giménez, D. José Antonio Rubio Sacristán, D. Alfredo Gallego Anabitarte, y D. Elías Díaz.

#### Biblioteca de Económicas[11]
Los fondos de la Biblioteca de Económicas abarcan las áreas temáticas en las que se realiza la actividad docente e investigadora de los diferentes departamentos de la Facultad de Ciencias Económicas y Empresariales: Análisis Económico (Economía Cuantitativa, Historia Económica, Teoría Económica), Contabilidad, Economía Aplicada, Economía y Hacienda Pública, Estructura Económica y Economía del Desarrollo, Financiación e Investigación Comercial, Organización de Empresas, Sociología y Turismo.
Cuenta con importantes donaciones: Centro de Estudios Monetarios, Departamento de Estructura Económica de la UAM, Antonio Santillana del Barrio, Guillermo Llorente y Revista Expansión. La Biblioteca de Económicas cuenta además con un Centro de Documentación Estadística anexo.

#### Biblioteca de Educación[13]
La Biblioteca de Educación está concebida como un centro de recursos para la investigación, la docencia y el aprendizaje cuya misión es facilitar el acceso y la difusión de dichos recursos y colaborar en los procesos de creación del conocimiento relacionados con la educación y otras ciencias sociales. Está situada en la Facultad de Formación de Profesorado y Educación. Tiene una importante sección, la biblioteca infantil y juvenil, formada por todos aquellos documentos (impresos y electrónicos) que formarían parte de una biblioteca escolar y que resultan imprescindibles para la formación de los futuros maestros y profesores de educación infantil, primaria y secundaria.
Entre las donaciones más destacadas que ha recibido se encuentran las del fondo Carmen Ruiz Bravo-Villasante, fondo del Comité Olímpico Español, María Ripoll y las colecciones de reserva que formaron el Centro de Documentación Infantil y Juvenil.
En el año 2015 se hizo cargo de las colecciones documentales de la URAM y de su servicio de préstamo de equipos audiovisuales.

#### Biblioteca de Humanidades[14]
Se localiza en un edificio exento situado junto a la estación de tren de Cercanías. Integra todos los recursos de información necesarios para el aprendizaje, la docencia y la investigación en el campo de las Humanidades al servicio de estudiantes, docentes, investigadores y demás usuarios de acuerdo con las titulaciones que se imparten en la Facultad de Filosofía y Letras.
Cuenta con importantes colecciones procedentes de donativos: prof. Alejandro Lorca, prof. Guillermo R. Echandía, prof. E. Martínez Villaverde, prof. Fernando Villalobos, prof. Francisco Caudet, prof. Julio Bayón, prof. Luis Martín Santos, prof. Manuel de Terán Álvarez y prof. Roberto Alcocer.
En su interior está ubicada la Cartoteca Rafael Mas y la colección bibliográfica del Instituto Universitario de Estudios de la Mujer.

#### Biblioteca de Medicina[16]
Se fundó en el curso académico 1969-70, siendo el primer edificio de la Universidad destinado para uso exclusivo de biblioteca.
Entre sus colecciones merece destacar las donaciones recibidas de dra. Enedina García Jiménez, dr. Gonzalo Moya Juan-Cervera, dr. Horacio Oliva Aldamiz y dr. Julio Ortiz Vázquez.

#### Biblioteca de Psicología[17]
Entre sus fondos especiales, destacan las donaciones de Cipriano Rodrigo Lavin, biblioteca de José Mallart y Cutó, colección de Adriana Dergam y Pablo Rupérez, fondo de Jesusa Pertejo de Alcami y legado de Francisco Rodríguez Sanabra.

#### Biblioteca Politécnica[18]
La Biblioteca Politécnica abrió sus puertas en el curso 1999/2000, coincidiendo con la inauguración del edificio de la Escuela Politécnica Superior. El primer curso de Ingeniería Informática se impartió en el curso 1992/1993 en unas aulas de la Facultad de Ciencias; dos años después las clases se trasladaron a la Escuela de Formación del Profesorado «Santa María» y fue entonces cuando se empezó a gestar la biblioteca de la Escuela Politécnica Superior.
Después de siete años sin espacios propios la biblioteca abrió sus puertas en el curso 1999/2000 con un pequeño fondo bibliográfico de 2.372 libros y 25 títulos de revistas. Sus instalaciones ocupan una superficie de 1.200 metros cuadrados y dispone de 505 puestos de lectura repartidos en tres plantas ofreciendo espacios de trabajo en grupo, puestos de estudio individuales, zona de descanso con fondos de divulgación,  sala de formación y un puesto adaptado para personas con discapacidad. Entre sus fondos hay que destacar la gran cantidad de recursos de información que posee en formato electrónico a texto completo. Destacamos las bases de datos IEEE, ACM, Lectures Notes in Computer Science (Springer), Safari Books, entre otras. El fondo bibliográfico en papel está formado por 25.000 ejemplares, siendo algunos de ellos Bibliografía Básica destinada a los alumnos y otros Bibliografía Especializada orientada a la investigación y utilizada por el Personal Docente e Investigador.

### Otros centros

#### Cartoteca[20]
La Cartoteca «Rafael Mas» es una biblioteca especializada en todo tipo de materiales cartográficos: mapas (topográficos, geológicos, cultivos y aprovechamientos, históricos, etc), planos, cartas náuticas, fotografías aéreas, imágenes de satélite, cartografía digital, etc.

#### Centro de Documentación de Espacios Naturales[21]
Surge como una iniciativa conjunta de la Universidad Autónoma de Madrid y la Fundación Interuniversitaria Fernando González Bernáldez, en colaboración con EUROPARC España con la vocación de prestar un servicio a la comunidad de profesionales, estudiosos y personas interesadas en la conservación de la naturaleza desde una perspectiva interdisciplinaria y bajo el marco de la ciencia de la sostenibilidad.
Es un centro interuniversitario especializado en documentación sobre espacios naturales y conservación en general. Sus fondos abarcan toda clase de publicaciones relativas a los espacios naturales, con especial referencia a los espacios protegidos españoles. Incluye algunos libros de carácter histórico.

#### Centro de Documentación Estadística[24]
El centro localizado en la Biblioteca de Económicas especializado en material estadístico y datos económicos de empresas.

#### Centro de Documentación Europea[25]
Su fondo documental está especializado en la Unión Europea. Se puede encontrar la mayoría de los documentos que publica la Unión Europea: Diarios Oficiales (Serie L, Serie C, Serie S), legislación y jurisprudencia de las Comunidades Europeas y publicaciones periódicas.

## Aplicaciones informáticas
La Biblioteca de la UAM impulsa la innovación y el aprovechamiento de las nuevas tecnologías para ofrecer distintos servicios a sus usuarios:
- Biblioteca y Archivo. Universidad Autónoma de Madrid, nuestra página pública en Facebook,
- UAM_Biblioteca, nuestra página pública en Twitter,
- UAM_Biblioteca, es la Lista de reproducción de la Biblioteca en el canal YouTube de la Universidad Autónoma de Madrid,
- Biblos-e Archivo, el repositorio institucional se gestiona con el programa DSpace, software libre con interfaz basada en XMLUI,
- Bun!, es el Buscador único de la Biblioteca de la UAM. Se trata una herramienta de descubrimiento que integra el catálogo, el repositorio (Biblos-e Archivo) y la mayoría de los recursos electrónicos que suscribe la Biblioteca, de la empresa Serial Solutions,
- Noticias de las bibliotecas,
- Catálogo, que emplea el sistema de gestión de bibliotecas Alma  y Primo, de ExLibris
- Gestor bibliográfico personal con RefWorks,
- Google Analytics, para conocer el uso del sitio web,
- Portal de Producción Científica, que recoge la producción científica de los investigadores de nuestra universidad, con los indicadores de calidad de todas sus publicaciones, la docencia impartida, proyectos de investigación. Accediendo a su perfil, pueden sacar su cv, en diferentes formatos, estando entre ellos el CVN de la Fecyt y el CVA
- Préstamo interbibliotecario, con el programa GTBib-SOD, de la empresa Kronos,
- Quid? Consulte al bibliotecario, el servicio de referencia virtual ofrecido a través de Question Point.

## La biblioteca en cifras
- Memorias anuales
- UAM en cifras
- Anuarios estadísticos Rebiun